# Suprafață echipotențială
Suprafețele echipotențiale sunt suprafețe de un potențial scalar constant ale unui câmp vectorial. Pe o suprafață echipotențială, potențialul are aceeași valoare.  Sunt utilizate pentru a vizualiza o funcție scalară de (n) dimensiuni într-un spațiu cu (n-1) dimensiuni.  Gradientul potențialului scalar, indicând direcția de creștere maximă, este perpendicular pe suprafață și este zero în interiorul regiunii echipotențiale dimensionale. 
Termenul este utilizat în electrostatică, astrodinamică, mecanica fluidelor și geodezie.

## Proprietăți
În astrodinamică deplasarea unui satelit (cu masa m) al unui corp ceresc masiv cu masa M sursă a unui câmp gravitațional pe un arc al unei orbite circulare este caracterizată de lucru mecanic nul LAB al forței gravitaționale a corpului masiv pe arcul AB al orbitei, arc cu puncte de valori numerice identice (denumite puncte echipotențiale) ale potențialului gravitațional {\displaystyle V_{G}(r)=k_{G}{\frac {M}{r}}}.
Similar astrodinamicii, în electrostatică, valoarea numerică a mărimii LAB necesare pentru a deplasa o sarcină electrică q dintr-un punct al unei suprafețe echipotențiale generate de sarcina imobilă Q în oricare punct al aceleiași suprafețe este zero deoarece toate punctele suprafeței au același potențial electric {\displaystyle V_{E}(r)={\frac {1}{4\pi \varepsilon }}{\frac {Q}{r}}}.  
Mai mult chiar, suprafețele echipotențiale sunt întotdeauna perpendiculare pe liniile de câmp electric sau gravitațional, ce trec prin acesta.

Linii de câmp și suprafețe échipotențiale create de două sarcini electrice
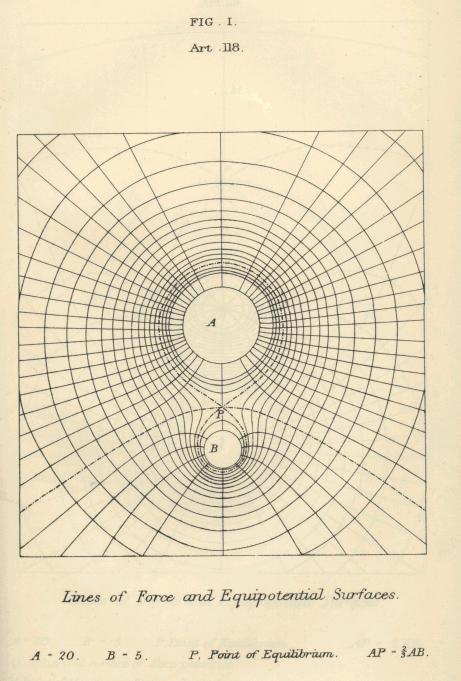
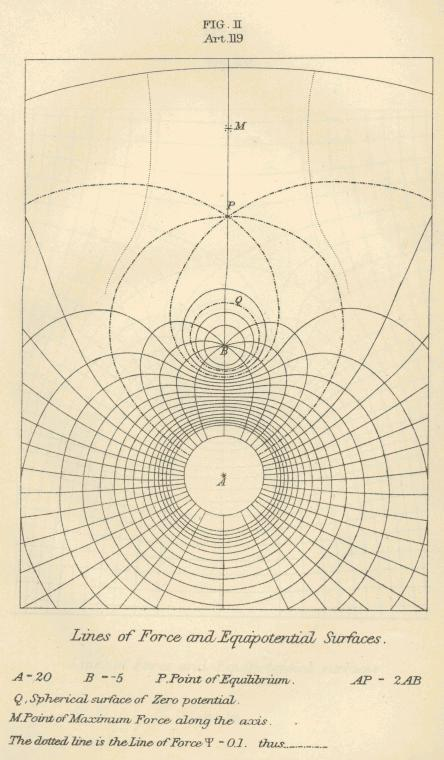

- A=+20 et B=+5[3].
- A=+20 et B=-5[3].

Format:Message galerie